# Typ 61 (tank)
Typ 61 (japonsky: 61式戦車, rokuiči šiki senša) byl první poválečný hlavní bojový tank Japonských pozemních sil sebeobrany vyvinutý a vyráběný domácím průmyslem. Řadí se k první generaci hlavních bojových tanků. Firmou zodpovědnou za vývoj a výrobu byla Mitsubishi Heavy Industries. Po zavedení do výzbroje působil nejprve společně s dříve dodanými americkými typy, které později nahradil.
Vývoj tanku začal v roce 1955 a do výzbroje byl přijat v dubnu 1961. Podle letopočtu zavedení do služby byl pojmenován jako Typ 61. Hlavní výzbroj tanku tvořil drážkovaný kanón ráže 90 mm a délky 52 ráží. Celková hmotnost tanku byla omezena požadavkem na přepravitelnost nákladními vagóny tehdejší japonské železnice. Do roku 1974, kdy začaly vstupovat do služby tanky Typu 74, bylo vyrobeno 560 kusů. V roce 2000 byly vyřazeny poslední kusy.